# Axel Voss

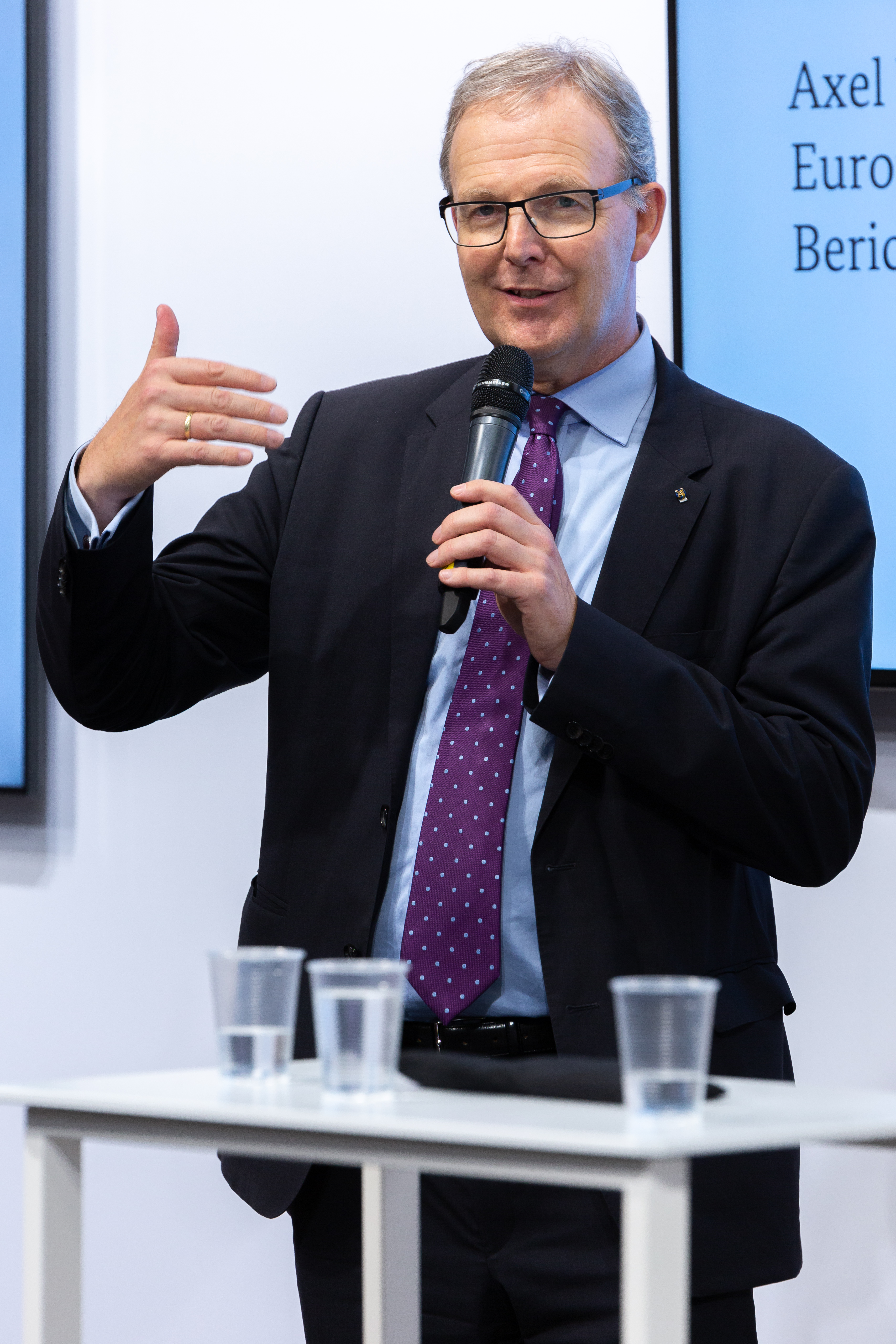
Axel Voss på bokmässan i Frankfurt 2018.

Axel Voss, född 7 april 1963 i Hameln, är en tysk jurist och politiker för kristdemokratiska CDU. Han är ledamot av Europaparlamentet sedan 2009 och sitter med i partigruppen EPP för kristdemokrater och konservativa.
I Europaparlamentet är han vice ordförande för Australien och Nya Zeeland-delegationen. Han är ledamot i rättsliga utskottet (JURI) och det tillfälliga AI-utskottet (AIDA). Han är även ersättare i utskottet för medborgerliga fri- och rättigheter samt rättsliga och inrikes frågor (LIBE) och Södra Asien-delegationen.
År 1990 avlade Voss juristexamen (LL.M.), inriktad på EG-rätt. Han gjorde även en utbytestermin i Paris för att studera franska. Efter examen arbetade han i ett år på FN:s högkvarter i New York och därefter som tjänsteman på EU-kommissionen i Bryssel. Åren 2000–2008 var han lektor i EU-rätt. I Europaparlamentsvalet 2009 valdes han in i Europaparlamentet.
I Europaparlamentet är han numera vice ordförande för delegationen för förbindelserna med Australien och Nya Zeeland. Han är dessutom ledamot i  utskottet för rättsliga frågor och suppleant för utskottet för medborgerliga fri- och rättigheter samt rättsliga och inrikes frågor och delegationen för förbindelserna med länderna i Sydasien.